# ФК Војводина
Фудбалски клуб Војводина, познат као Војводина и колоквијално Воша, професионални је фудбалски клуб из Новог Сада и део СД Војводина. Основан је 6. марта 1914. године и важи за један од највећих клубова на простору бивше Југославије. Навијачка група Војводине се зове Фирма, а она је основана 1989. године, иако је Клуб навијача ФК Војводина основан још 15. децембра 1937.

## Историја

### Почетак
Клуб је основан 6. марта 1914. заслугом новосадских студената. Док се свет спремао за Први светски рат, група омладинаца ношена љубављу према тада мало популарној и знаној игри, решила је да оснује фудбалски клуб који би представљао српску заједницу у Новом Саду. За име новосадског клуба узет је назив Војводина, како би се нагласило сећање на политичко-територијалну јединицу Војводство Србије у ком су Срби, бар на папиру, добили равноправност у Хабзбуршкој царевини. Међу оснивачима тог дана у штрикерској радњи Саве Шијакова, у данашњој Темеринској улици на месту Технометала, су били будући текстилни индустријалац Миленко Шијаков, будући универзитетски професор Владимир Милићевић, будући хемичар Миленко Хинић, будући правници Раденко Ракић и Каменко Ћирић, Гојко Тошић, Ђорђе Живанов, Бранко Госпођиначки, Живојин Бајазет и будући доктор права Коста Хаџи. Међу њима су били и Миленков брат, Ђорђе Шијаков, и њихов отац, Сава.

### Између два светска рата
После рата, из Прага је донесен комплет дресова ФК Славије, који су остали заштитни знак Војводине до данашњих дана.
Прву званичну утакмицу у лиги Жупа I која се налазила у склопу Београдског лоптачког подсавеза (основан 12. марта 1920) Војводина је одиграла 12. септембра 1920. године против новосадског НАК-а и забележила победу - 2:0. Две године касније новосадски фудбалски клубови биће суспендовани од стране Београдског лоптачког подсавеза јер су хтели да формирају свој савез. БЛС је одлучио да за те клубове направи жупу и тако реши тај проблем. Првенство Новог Сада, односно жупе је играно у пролеће 1923. године између четири новосадска клуба: Јуда Макаби (која ће након шест кола бити прва), НТК, Војводина и НАК. Наредне сезоне 1923/24 у конкуренцији истих екипа Војводина је првак Новосадске жупе а исти успех поновиће и две сезоне касније 1925/26 и то ће уједно бити последњи трофеј Војводине у БЛП у којем је натупала све до 1930. када прелази у новоосновани Новосадски ногометни подсавез (основан 13. април 1930). Прва титула у ННП-у Војводина је остварила у сезони I разреда 1931/32 а у јесен 1932. године у току нове сезоне I разреда Војводина је као првак ННП-а пребачена у државну (прву) лигу и није учествовала у пролећном делу такмичења ННП-а. Годину и по дана касније у пролеће 1934. године Војводина се враћа у ННП и у конкуренцији седам клубова убедљиво осваја прво место у I разреду. До почетка рата Војводина ће постати још три пута првак Новосадског ногометног подсавеза и по броју титула бити најбоља (једну мање, 4, имаће Новосадски АК, а по једну ШСК Мачва (Шабац) и Железнички СК (Инђија)).
У такмичењу у Државној лиги Војводина је наступала две сезоне. У првој је у конкуренцији пет клубова 1. групе у осам кола забележила две победе исто толико нерешених резултата и четири пораза што је било довољно за треће место. У другој сезони Државне лиге 2. групе такође у конкуренцији пет клубова Војводина завршава такмичење на другом месту са осовојених осам бодова (четири победе и исто толико уписаних пораза).
Године 1924, заједно са клубом Јуда Макаби, Војводина гради стадион „Карађорђе“, према нацрту инжењера и председника клуба Даке Поповића. До тада, и једни и други су играли на стадиону код Јодне бање, који је припадао новосадском клубу УТК, који је окупљао мађарску омладину.
Прву утакмицу ФК Војводина је одиграла у Ковиљу, на игралишту „Шајкаша“. За црвено-беле тада су играли углавном ђаци и студенти. Војводина је добила ту утакмицу резултатом 5:0. Међутим, следећи меч, новосадска екипа је одиграла тек 1919, након завршетка рата.

### Након Другог светског рата
Иако повремен учесник прве лиге у међуратном периоду, озбиљнију улогу у првој лиги, Војводина је почела да игра педесетих година 20. века. Први озбиљнији резултат је 4. место 1952/53. године. Наредних година, Војводина је редовно побеђивала фаворите, али није успела да освоји титулу. 1955. године је изборен пласман у Митропа куп (претечу купа УЕФА), а остале су запамћене победе против Роме у Новом Саду са 4:1 и у Риму са 5:4. И наредних година, Воша је учествовала у овом купу и остваривала запажене резултате. Тадашња златна генерација је стекла велике симпатије својом лепршавом игром, а најпознатији играчи су били Вујадин Бошков и Тодор Веселиновић.
Почетком 60-их, извршена је смена генерација и већ 1962. године, Војводина постаје вицешампион. Коначно, 1965/66. године, Воша стиже до прве титуле. Најпознатији играчи овог тима су били Илија Пантелић и Силвестер Такач. У Купу шампиона, Воша стиже до четвртфинала, где је избачена од Селтика из Глазгова, који је те године и освојио овај куп, а једини пораз му је нанела управо Војводина у Новом Саду.
70-их година, Војводина је често била у самом врху табеле, а 1974/75. године је у последњем колу испустила титулу, оставши на другом месту. 1977. Војводина је освојила свој први европски трофеј, Митропа куп, победивши у групи испред Вашаша, Фјорентине и Спарте Праг.
80-е године су биле кризне, кулминирајући испадањем у другу лигу 1985/86. Уследила је реконструкција тима, који се експресно враћа у Прву лигу, а за две сезоне овај нови тим Војводине осваја другу титулу 1988/89., у једној од последњих сезона пред распад СФРЈ.

### Период од 90-их
90-е године, Војводина дочекује у смањеној Првој лиги СР Југославије. У почетку, Војводина важи за „вечитог трећег“, стиже до јесење титуле 1994. а умало и до трофеја. Од већих успеха је и пласман у финале Купа 1997. године, као и финале Интертото купа 1998. године, да би после разних криза, штрајкова играча и смена руководстава, одређена стабилизација уследила тек 2006. године.

### Повратак у Европу, успеси у првенству и Европи
У сезони 2006/07. Војводина заузима треће место у Суперлиги и игра у финалу националног купа, а тиме обезбеђује место у Купу УЕФА.
Сезону 2007/08. тим је започео против малтешког тима Хибернијанс кога је лако добио код куће са 5:1 и у гостима са 2:0. У следећем колу квалификација изгубио је од мадридског Атлетика, резултатима 0:3 у гостима и 1:2 код куће. Већ у следећој сезони 2008/09. клуб је имао најуспешнију првенствену сезону од распада Југославије, завршивши сезону на другом месту, иза Партизана, а испред Црвене звезде, али је имао исти учинак у Европи као и претходне сезоне. У сезони 2009/10. клуб није био толико успешан у првенству, пошто је завршио на 5. месту, али је зато стигао до финала Купа Србије, где је поражен од Црвене звезде са 3:0.
Сезону 2010/11. завршава на 3. месту у Суперлиги, док у Купу Србије стиже до финала. Финале је обележио велики скандал, када су играчи Војводине у 83. минуту напустили терен при резултату 2:1 за Партизан, после неколико контроверзних одлука судије, касније је утакмица регистрована службеним резултатом 3:0 у корист Партизана. Војводину је тада бодрило на гостујућем терену 7000 навијача.
У сезони 2012/13. Воша је заузела 3. место у првенству и изборила излазак у Европу. Сезона 2013/14. биће једна од најбољих сезона још од  распада Југославије. Клуб је те сезоне стигао до плеј-офа,претходно елиминисавши Хибернијанс, Хонвед и Бурсаспор. Војводина је за противника  у плеј-офу лиге европе добила Шериф Тираспољ. У првом мечу у Новом Саду резлутат је био 1:1, међутим Воша бива поражена са 2:1 у Тираспољу.

### Трофеји у купу Србије
Војводина је 7. маја 2014. први пут у историји клуба освојила Куп Србије под вођством Бранкa Бабићa. Победили су Јагодину са 2:0 и реванширали им се за прошлогодињи пораз у финалу када су били поражени са 1:0. Војводина је на тај начин скинула „проклетство“ и после шест финала најзад дошли до тог жељеног Купа. Ово је њихов први трофеј још од 1989. године када је Војводина била шампион Југославије. Сезону 2014/15. у  Супер лиги Србије, Војводина је завршила на 4. месту и изборила учешће у квалификацијама за Лигу Европе. У сезони 2015/16. елиминисала је МТК, Спартакс из Јурмале, Сампдорију, и стигла је до плеј-оф рунде квалификација за Лигу Европе, где је изгубила од Викторије Плзењ. У првенству Србије, Војводина поновила пласман из претходне сезоне, окончавши такмичење на 4. месту.
Након шест година, у сезони 2019/20. Војводина је поновила успех у купу. У прва два кола лако је победила у гостима Златибор (4:1) и у Новом Саду београдски Синђелић (4:0). У четвртфиналу су након бољег извођења пенала били бољи од Младости из Лучана, а у полуфиналу су голом Немање Човића победили домаћи Чукарички. У финалу на Чаиру у Нишу састали су се са Партизаном. Након регуларног дела било је 2:2, пошто је Партизан изједначио у последњим тренуцима меча. Међутим, Војводина је била боља после једанаестерца са 4:2 и дошла до другог трофеја у Купу Србије. У квалификацијама за Лигу Европе у сезони 2020/21. Војводина је такмичење започела од 3. кола квалификација и за противника добила Стандард из Лијежа. Након 120 минута игре елиминисана је резултатом 2:1.

### Грб кроз историју
|            |            |            |            |            |            |            |          |                     |
| 1914–1946. | 1946–1950. | 1950–1967. | 1967–1982. | 1982–1992. | 1992–2002. | 2002–2009. | од 2009. | јубиларни грб 2014. |

## Навијачи
Фирма је навијачка скупина/група из Новог Сада. Навијачи су клубова који чине Спортско Друштво Војводина (фудбалски, рукометни и других). Они су једна од главних навијачких скупина у Србији. Фирма се састоји од различитих под-група. Неки од под групе су: Бачки Одред (Бачка Паланка), Сремски Фронт, Г-3, Пандора, Санаторијум, УлтраНС, Фирма Беочин, Фирма Ново Насеље, Фирма Булевар, Фирма Центар, Фирма Детелинара, Фирма Сремска Каменица, Фирма Лиман, Фирма Лединци, Фирма Футог, Фирма Кисач, Фирма Клиса, Фирма Петроварадин, Фирма Руменка, Фирма Салајка, Фирма Телеп, Фирма Грбавица, Фирма Банат итд. ФК Војводина такође има скупину својих најстаријих присталица, под називом Стара Гарда. Имају посебне пријатељске односе са навијачком групом Лешинари из Бањалуке и навијачима Славије из Прага.

## Стадион
Војводина своје домаће утакмице игра на стадиону Карађорђе. Стадион је изграђен 1924. године, а отворен је 28. јуна 1924. Стадион је од свог отварања до Другог светског рата носио назив „Карађорђе“. После је био познат само као Градски стадион, а 2. априла 2007. враћено му је старо име „Карађорђе“. Дом фудбалера Војводине након последње реконструкције 2013. има капацитет од 15.000 седећих места, покривену западну трибину, колор семафор марке Филипс, као и рефлекторе јачине 1700 лумена.

## Успеси
| Такмичење                              | Такмичење                | Број                     | Година                                                         |                          |                          |
| Национална такмичења — 4               | Национална такмичења — 4 | Национална такмичења — 4 | Национална такмичења — 4                                       | Национална такмичења — 4 | Национална такмичења — 4 |
| Национално првенство — 2               | Национално првенство — 2 | Национално првенство — 2 | Национално првенство — 2                                       | Национално првенство — 2 | Национално првенство — 2 |
| -------------------------------------- | ------------------------ | ------------------------ | -------------------------------------------------------------- | ------------------------ | ------------------------ |
| Првенство АП Војводине                 | Првак                    | 0                        | /                                                              |                          |                          |
| Првенство АП Војводине                 | Други                    | 1                        | 1946.                                                          |                          |                          |
| Првенство СФР Југославије              | Првак                    | 2                        | 1965/66, 1988/89.                                              |                          |                          |
| Првенство СФР Југославије              | Други                    | 3                        | 1956/57, 1961/62, 1974/75.                                     |                          |                          |
| Првенство СФР Југославије              | Трећи                    | 2                        | 1958/59, 1991/92.                                              |                          |                          |
| Првенство СР Југославије               | Првак                    | 0                        | /                                                              |                          |                          |
| Првенство СР Југославије               | Други                    | 0                        | /                                                              |                          |                          |
| Првенство СР Југославије               | Трећи                    | 5                        | 1992/93, 1993/94, 1994/95, 1995/96, 1996/97.                   |                          |                          |
| Првенство Србије и Црне Горе           | Првак                    | 0                        | /                                                              |                          |                          |
| Првенство Србије и Црне Горе           | Други                    | 0                        | /                                                              |                          |                          |
| Првенство Србије и Црне Горе           | Трећи                    | 0                        | /                                                              |                          |                          |
| Првенство Србије                       | Првак                    | 0                        | /                                                              |                          |                          |
| Првенство Србије                       | Други                    | 1                        | 2008/09.                                                       |                          |                          |
| Првенство Србије                       | Трећи                    | 7                        | 2006/07, 2007/08, 2010/11, 2011/12, 2012/13, 2016/17, 2019/20. |                          |                          |
| Национални куп — 2                     |                          |                          |                                                                |                          |                          |
| Куп СФР Југославије                    | Победник                 | 0                        | /                                                              |                          |                          |
| Куп СФР Југославије                    | Финалиста                | 1                        | 1951.                                                          |                          |                          |
| Куп СР Југославије                     | Победник                 | 0                        | /                                                              |                          |                          |
| Куп СР Југославије                     | Финалиста                | 1                        | 1996/97.                                                       |                          |                          |
| Куп Србије                             | Победник                 | 2                        | 2013/14, 2019/20.                                              |                          |                          |
| Куп Србије                             | Финалиста                | 6                        | 2006/07, 2009/10, 2010/11, 2012/13, 2023/24, 2024/25.          |                          |                          |
| Национални суперкуп                    |                          |                          |                                                                |                          |                          |
| Суперкуп СФР Југославије               | Победник                 | 0                        | /                                                              |                          |                          |
| Суперкуп СФР Југославије               | Финалиста                | 1                        | 1989.                                                          |                          |                          |
| Континентална такмичења — 2            |                          |                          |                                                                |                          |                          |
| Лига шампиона (Куп европских шампиона) | Победник                 | 0                        | /                                                              |                          |                          |
| Лига шампиона (Куп европских шампиона) | Финалиста                | 0                        | /                                                              |                          |                          |
| Лига шампиона (Куп европских шампиона) | Полуфинале               | 0                        | /                                                              |                          |                          |
| Лига шампиона (Куп европских шампиона) | Четвртфинале             | 1                        | 1966/67.                                                       |                          |                          |
| Интертото куп                          | Победник                 | 1                        | 1976.                                                          |                          |                          |
| Интертото куп                          | Финалиста                | 1                        | 1998.                                                          |                          |                          |
| Митропа куп                            | Победник                 | 1                        | 1977.                                                          |                          |                          |
| Митропа куп                            | Финалиста                | 1                        | 1957.                                                          |                          |                          |
| Митропа куп                            | Полуфинале               | 2                        | 1959, 1989.                                                    |                          |                          |

## Тренутни састав
Ажурирано 24. августа 2024.
| Бр. |                 | Позиција | Играч              |
| --- | --------------- | -------- | ------------------ |
| 1   | Србија          | Г        | Матија Гочманац    |
| 2   | Грузија         | О        | Гурам Гиорбелидзе  |
| 4   | Србија          | С        | Марко Полетановић  |
| 5   | Србија          | О        | Ђорђе Црномарковић |
| 6   | Луксембург      | О        | Сеид Кораћ         |
| 7   | Нигерија        | Н        | Бамиделе Јусуф     |
| 8   | Србија          | О        | Стефан Ђорђевић    |
| 9   | Србија          | Н        | Алекса Вукановић   |
| 10  | Србија          | С        | Урош Николић       |
| 11  | Србија          | Н        | Михаило Ивановић   |
| 12  | Србија          | Г        | Драган Росић       |
| 14  | Обала Слоноваче | С        | Кејлеб Зади Сери   |
| 16  | Румунија        | О        | Михаи Бутеан       |
| 18  | Србија          | С        | Његош Петровић     |

| Бр. |                             | Позиција | Играч              |
| --- | --------------------------- | -------- | ------------------ |
| 19  | Демократска Република Конго | Н        | Џонатан Болинги    |
| 22  | Србија                      | О        | Лазар Николић      |
| 23  | Бразил                      | О        | Лукас Барос        |
| 26  | Црна Гора                   | С        | Вукан Савићевић    |
| 27  | Србија                      | Н        | Петар Сукачев      |
| 29  | Кенија                      | О        | Колинс Сичење      |
| 30  | Србија                      | О        | Стефан Букинац     |
| 34  | Србија                      | С        | Слободан Медојевић |
| 35  | Србија                      | С        | Милош Поповић      |
| 39  | Црна Гора                   | С        | Марко Величковић   |
| 47  | Србија                      | С        | Михајло Бутраковић |
| 49  | Црна Гора                   | С        | Андрија Радуловић  |
| 78  | Србија                      | О        | Лука Дробњак       |

## Бивши познати играчи
| - Јозеф Велкер - Влада Аврамов - Милан Белић - Вујадин Бошков - Милорад Јабланов - Владимир Трифуновић - Тодор Веселиновић - Љубомир Воркапић - Мирослав Живковић - Дејан Говедарица - Љубиша Дунђерски - Славиша Јокановић - Душан Мијић - Рајко Алексић - Стеван Бена - Стеван Нештицки - Синиша Михајловић |  | - Петар Никезић - Илија Пантелић - Милан Степанов - Силвестер Такач - Мирослав Тањга - Добривој Тривић - Милош Шестић - Ратко Свилар - Милан Јовановић - Здравко Рајков - Јосип Пирмајер - Жарко Николић - Рајко Алексић |  | - Лео Леринц - Милош Красић - Гојко Качар - Душан Тадић - Џозеф Кизито - Стивен Апија - Мијат Гаћиновић - Мирко Иванић - Огњен Ожеговић - Сергеј Милинковић-Савић - Вања Милинковић-Савић |

## Новији резултати
| Сезона   | Ранг | Лига                         | Позиција | ИГ | Д  | Н  | П  | ГД | ГП | ГР  | Бод     | Куп                |
| -------- | ---- | ---------------------------- | -------- | -- | -- | -- | -- | -- | -- | --- | ------- | ------------------ |
| 1992/93  | 1    | Прва лига СР Југославије     | 3.       |    |    |    |    |    |    |     |         | Друго коло         |
| 1993/94  | 1    | Прва лига СР Југославије     | 3.       |    |    |    |    |    |    |     |         | Прво коло          |
| 1994/95  | 1    | Прва лига СР Југославије     | 3.       |    |    |    |    |    |    |     |         | Шеснаестина финала |
| 1995/96  | 1    | Прва лига СР Југославије     | 3.       |    |    |    |    |    |    |     |         | Прво коло          |
| 1996/97  | 1    | Прва лига СР Југославије     | 3.       | 33 | 15 | 8  | 10 | 49 | 35 | +14 | 53      | Финалиста          |
| 1997/98  | 1    | Прва лига СР Југославије     | 4.       | 33 | 14 | 7  | 12 | 57 | 63 | -6  | 49      | Полуфинале         |
| 1998/99  | 1    | Прва лига СР Југославије     | 4.       | 24 | 13 | 3  | 8  | 45 | 22 | +23 | 42      | Полуфинале         |
| 1999/00  | 1    | Прва лига СР Југославије     | 10.      | 40 | 15 | 8  | 17 | 54 | 40 | +14 | 53      | Осмина финала      |
| 2000/01  | 1    | Прва лига СР Југославије     | 6.       | 34 | 13 | 8  | 13 | 51 | 36 | +15 | 47      | Друго коло         |
| 2001/02  | 1    | Прва лига СР Југославије     | 8.       | 34 | 10 | 16 | 8  | 34 | 26 | +8  | 46      | Полуфинале         |
| 2002/03  | 1    | Прва лига СР Југославије     | 6.       | 34 | 17 | 5  | 12 | 48 | 36 | +12 | 56      | Четвртфинале       |
| 2003/04. | 1    | Прва лига Србије и Црне Горе | 9.       | 30 | 10 | 10 | 10 | 33 | 33 | 0   | 40      | Шеснаестина финала |
| 2004/05. | 1    | Прва лига Србије и Црне Горе | 8.       | 30 | 10 | 8  | 12 | 31 | 37 | -6  | 38      | Осмина финала      |
| 2005/06. | 1    | Прва лига Србије и Црне Горе | 9.       | 30 | 11 | 10 | 9  | 28 | 27 | +1  | 43      | Шеснаестина финала |
| 2006/07. | 1    | Суперлига Србије             | 3.       | 32 | 16 | 6  | 10 | 38 | 25 | +13 | 54      | Финалиста          |
| 2007/08. | 1    | Суперлига Србије             | 3.       | 33 | 18 | 8  | 7  | 53 | 33 | +20 | 62      | Шеснаестина финала |
| 2008/09. | 1    | Суперлига Србије             | 2.       | 33 | 18 | 7  | 8  | 46 | 25 | +21 | 61      | Осмина финала      |
| 2009/10. | 1    | Суперлига Србије             | 5.       | 30 | 13 | 6  | 11 | 51 | 30 | +21 | 45      | Финалиста          |
| 2010/11. | 1    | Суперлига Србије             | 3.       | 30 | 20 | 7  | 3  | 44 | 14 | +30 | 67      | Финалиста          |
| 2011/12. | 1    | Суперлига Србије             | 3.       | 30 | 14 | 10 | 6  | 44 | 26 | +18 | 52      | Полуфинале         |
| 2012/13. | 1    | Суперлига Србије             | 3.       | 30 | 17 | 10 | 3  | 40 | 20 | +20 | 61      | Финалиста          |
| 2013/14. | 1    | Суперлига Србије             | 4.       | 30 | 11 | 12 | 7  | 38 | 32 | +6  | 45      | Победник           |
| 2014/15. | 1    | Суперлига Србије             | 4.       | 30 | 16 | 4  | 10 | 44 | 36 | +8  | 52      | Четвртфинале       |
| 2015/16. | 1    | Суперлига Србије             | 4.       | 37 | 16 | 11 | 10 | 57 | 44 | +13 | 36 (59) | Четвртфинале       |
| 2016/17. | 1    | Суперлига Србије             | 3.       | 37 | 22 | 6  | 9  | 58 | 31 | +27 | 43 (72) | Полуфинале         |
| 2017/18. | 1    | Суперлига Србије             | 8.       | 37 | 14 | 8  | 15 | 43 | 43 | 0   | 28 (50) | Четвртфинале       |
| 2018/19. | 1    | Суперлига Србије             | 7.       | 37 | 10 | 11 | 16 | 27 | 43 | -16 | 22 (41) | Четвртфинале       |
| 2019/20. | 1    | Суперлига Србије             | 3.       | 30 | 19 | 5  | 6  | 47 | 27 | +20 | 62      | Победник           |
| 2020/21. | 1    | Суперлига Србије             | 4.       | 38 | 21 | 8  | 9  | 62 | 41 | +21 | 71      | Полуфинале         |
| 2021/22. | 1    | Суперлига Србије             | 7.       | 37 | 13 | 6  | 18 | 44 | 51 | -7  | 45      | Полуфинале         |
| 2022/23. | 1    | Суперлига Србије             | 5.       | 37 | 16 | 15 | 6  | 59 | 35 | +24 | 63      | Полуфинале         |
| 2023/24. | 1    | Суперлига Србије             | 4.       | 37 | 17 | 10 | 10 | 62 | 50 | +12 | 61      | Финалиста          |
| 2024/25. | 1    | Суперлига Србије             | 6.       | 37 | 14 | 11 | 12 | 57 | 49 | +8  | 53      | Финалиста          |

## ФК Војводина у европским такмичењима

### Збирни европски резултати
Стање на дан 12. август 2021.
| Такмичење                  | Ут. | Поб. | Нер. | Пор. | ГД  | ГП  |
| -------------------------- | --- | ---- | ---- | ---- | --- | --- |
| Куп шампиона               | 9   | 5    | 1    | 3    | 10  | 9   |
| Куп победника купова       | 0   | 0    | 0    | 0    | 0   | 0   |
| Куп УЕФА / Лига Европе     | 59  | 24   | 15   | 20   | 88  | 80  |
| Лига конференције          | 4   | 2    | 0    | 2    | 3   | 7   |
| Интертото куп              | 10  | 6    | 1    | 3    | 18  | 9   |
| I Укупно УЕФА такмичења    | 82  | 37   | 17   | 28   | 119 | 105 |
| Митропа куп                | 37  | 13   | 11   | 13   | 57  | 51  |
| Куп сајамских градова      | 23  | 9    | 6    | 8    | 27  | 22  |
| II Укупно остала такмичења | 60  | 22   | 17   | 21   | 84  | 73  |
| Укупно I + II              | 142 | 59   | 34   | 49   | 203 | 178 |

## Тренери
| - Божидар Бандовић (28. децембар 2023 — тренутно) - Ранко Поповић (10. август 2023 — децембар 2023) - Радослав Батак (26. фебруар 2023 — 8. август 2023) - Милан Раставац (1. јун 2022 — 26. фебруар 2023) - Драган Радојичић (16. март 2022 — 22. мај 2022) - Славољуб Ђорђевић (26. мај 2021 — 14. март 2022) - Ненад Лалатовић (1. јун 2019 - 20. мај 2021) - Радован Кривокапић (26. новембар 2018 - 1. јун 2019) - Драгомир Окука (8. септембар 2018 - 25. новембар 2018) - Александар Веселиновић (9. април 2018 - 7. септембар 2018) - Илија Столица (2. јануар 2018 - 4. април 2018) - Зоран Васиљевић (1. децембар 2017 - 1. јануар 2018) - Владимир Буач (10. септембар 2017 - 30. новембар 2017) - Ненад Ванић (30. јун 2017 - 9. септембар 2017) - Радослав Батак (23. април 2017 - 29. јун 2017) - Александар Веселиновић (4. април 2017 - 21. април 2017) - Драган Ивановић (23. децембар 2016 - 3. април 2017) - Ненад Лалатовић (11. новембар 2015 - 17. децембар 2016) - Златомир Загорчић (17. март 2015 - 22. октобар 2015) - Зоран Марић (19. јун 2014 - 16. март 2015) - Бранко Бабић (3. јануар 2014 - 19. мај 2014) - Марко Николић (7. јун 2013 - 9. децембар 2013) - Небојша Вигњевић (12. септембар 2012 - 4. јун 2013) - Златомир Загорчић (13. април 2012 - 12. септембар 2012) - Дејан Вукићевић (15. август 2011 - 12. април 2012) - Љубомир Ристовски (14. јун 2011 - 14. август 2011) - Зоран Милинковић (27. мај 2010 - 30. мај 2011) - Милан Ђуричић (10. март 2010 - 18. мај 2010) - Бранко Бабић (11. октобар 2009 - 9. март 2010) - Драгослав Степановић (8. јун 2009 - 2. октобар 2009) - Зоран Марић (9. март 2009 - 8. јун 2009) - Љупко Петровић (23. децембар 2008 - 8. март 2009) - Драган Радојичић (21. октобар 2008 - 23. децембар 2008) - Драгољуб Беквалац (4. јун 2008 - 20. октобар 2008) - Ивица Брзић (18. септембар 2007 - 1. јун 2008) - Милован Рајевац (17. август 2006 - 17. септембар 2007) - Зоран Марић (20. август 2005 - 13. август 2006) - Милан Ђуричић (27. децембар 2004 - 14. август 2005) - Владимир Петровић (24. новембар 2004 - 26. децембар 2004) - Бранко Смиљанић (2004 - 9. новембар 2004) - Јосиф Илић (2003) - Мирослав Вукашиновић 2002-2003 - Драгољуб Беквалац 2000-2001 - Драган Окука 2000 - Томислав Манојловић 1998−2000 |  | - Љупко Петровић 1996-1997 - Драгољуб Беквалац/ Ђоко Хаџијевски 1995-1996 - Милорад Косановић - Ивица Брзић 1990-1991 - Љупко Петровић 1988-1989 - Ивица Брзић 1987-1988 - Тонко Вукушић 1986-1987 - Жељко Јурчић 1986 - Владимир Савић 1986 - Томислав Калоперовић 1985 - Вукашин Вишњевац 1985 - Јован Коврлија 1984 - Јосип Дуванчић 1983-1984 - Томислав Калоперовић 1983 - Душан Драшковић 1981-1983 - Марко Валок 1980 - Милорад Павић 1979 - Ивица Брзић 1978-1979 - Бранко Станковић 1977-1978 - Тодор Веселиновић 1974-1977 - Гојко Зец 1973-1974 - Драгољуб Милошевић 1970-1973 - Ратомир Чабрић 1968-1970 - Здравко Рајков 1967-1968 - Бранко Станковић 1964-1967 - Фрања Хирман 1961-1964 - Радослав Момирски 1960-1961 - Ратомир Чабрић 1959-1960 - Антал Лука 1957-1959 - Густав Лехнер 1953-1957 - Милорад Огњанов 1952 - Љубиша Броћић 1952 - Бранислав Секулић 1948-1951 - Милорад Огњанов 1945-1947 - Јанош Ној 1939-1941 - Карло Немеш 1939 - Милорад Огњанов 1938 - Фриц Левитус 1936-1938 - Вили Шурман 1934-1935 - Карло Немеш 1933 - Ото Хамачек 1930-1932 - Ото Нећаш 1930 - Бошко Симоновић 1929 - Ото Нећаш 1926-1928 - Коста Хаџи 1924-1926 |